# Perpetrator – Ein Teil von ihr
Perpetrator – Ein Teil von ihr (Originaltitel: Perpetrator, englisch für „Täter“) ist ein US-amerikanischer Spielfilm von Jennifer Reeder aus dem Jahr 2023. Die Premiere des Horrorfilms erfolgte im Februar 2023 bei der 73. Berlinale.

## Handlung
An ihrem 18. Geburtstag erhält die taffe Jonny von einer Tante einen Kuchen. Dieser ist nach einem magischen Familienrezept gebacken. Nach dem Verzehr macht Jonny eine radikale Metamorphose durch. Währenddessen verschwinden mehrere ihrer Mitschülerinnen spurlos.

## Veröffentlichung
Die Uraufführung von Perpetrator war am 17. Februar 2023 bei den Internationalen Filmfestspielen Berlin in der Sektion Panorama.

## Auszeichnungen
Im Rahmen der Aufführung auf der Berlinale ist der Film für den Panorama Publikumspreis nominiert. Auch gelangte Perpetrator in die Auswahl für den LGBTIQ-Preis Teddy Award.